# Omega Dubai Desert Classic
L'Oméga Dubai Desert Classic est un tournoi professionnel de golf du Tour Européen PGA. Créé en 1989, il est disputé en janvier à Dubaï, aux Émirats arabes unis, sur l'Emirates Golf Club (sauf en 1999 et 2000, où il a eu lieu au Dubai Creek Golf & Yacht Club (en)).

## Palmarès
| année                            | Vainqueur                  | Nationalité                | Score                      |
| Karl Litten Desert Classic       | Karl Litten Desert Classic | Karl Litten Desert Classic | Karl Litten Desert Classic |
| -------------------------------- | -------------------------- | -------------------------- | -------------------------- |
| 1989                             | Mark James                 | Angleterre                 | 277 (-11)PO                |
| Emirates Airlines Desert Classic |                            |                            |                            |
| 1990                             | Eamonn Darcy               | Irlande                    | 276 (-12)                  |
| Dubai Desert Classic             |                            |                            |                            |
| 1992                             | Seve Ballesteros           | Espagne                    | 272 (-16)PO                |
| 1993                             | Wayne Westner              | Afrique du Sud             | 274 (-14)                  |
| 1994                             | Ernie Els                  | Afrique du Sud             | 268 (-20)                  |
| 1995                             | Fred Couples               | États-Unis                 | 268 (-20)                  |
| 1996                             | Colin Montgomerie          | Écosse                     | 270 (-18)                  |
| 1997                             | Richard Green              | Australie                  | 272 (-16)PO                |
| 1998                             | José Maria Olazábal        | Espagne                    | 269 (-19)                  |
| 1999                             | David Howell               | Angleterre                 | 275 (-13)                  |
| 2000                             | José Cóceres               | Argentine                  | 274 (-14)                  |
| 2001                             | Thomas Bjørn               | Danemark                   | 266 (-22)                  |
| 2002                             | Ernie Els                  | Afrique du Sud             | 272 (-16)                  |
| 2003                             | Robert-Jan Derksen         | Pays-Bas                   | 271 (-17)                  |
| 2004                             | Mark O'Meara               | États-Unis                 | 271 (-17)                  |
| 2005                             | Ernie Els                  | Afrique du Sud             | 269 (-19)                  |
| 2006                             | Tiger Woods                | États-Unis                 | 269 (-19)PO                |
| 2007                             | Henrik Stenson             | Suède                      | 269 (-19)                  |
| 2008                             | Tiger Woods                | États-Unis                 | 274 (-14)                  |
| 2009                             | Rory McIlroy               | Irlande du Nord            | 269 (-19)                  |
| Omega Dubai Desert Classic       |                            |                            |                            |
| 2010                             | Miguel Ángel Jiménez       | Espagne                    | 277 (-11)PO                |
| 2011                             | Álvaro Quirós              | Espagne                    | 277 (-11)                  |
| 2012                             | Rafael Cabrera-Bello       | Espagne                    | 270 (-18)                  |
| 2013                             | Stephen Gallacher          | Écosse                     | 266 (-22)                  |
| 2014                             | Stephen Gallacher          | Écosse                     | 272 (-16)                  |
| 2015                             | Rory McIlroy               | Irlande du Nord            | 266 (-22)                  |
| 2016                             | Danny Willett              | Angleterre                 | 269 (-19)                  |
| 2017                             | Sergio García Fernández    | Espagne                    | 269 (-19)                  |